# Amateurliga Berlin 1957/58
In 1957/58 werd het achtste voetbalkampioenschap gespeeld van de Amateurliga Berlin. Het was de hoogste amateurklasse voor clubs uit West-Berlijn. De competitie was het tweede niveau en de kampioen en vicekampioen promoveerden naar de Berliner Stadtliga, een van de vijf hoogste divisies.
Rapide Wedding nam namens Berlijn deel aan het Duits amateurvoetbalkampioenschap.

## Eindstand
| Plaatsa | Club                       | Wed. | Saldo | Ptn.  |
| ------- | -------------------------- | ---- | ----- | ----- |
| 1.      | SC Rapide Wedding 1893     | 28   | 60:25 | 40:16 |
| 2.      | BFC Südring                | 28   | 59:34 | 39:17 |
| 3.      | BFC Nordstern              | 28   | 63:45 | 37:19 |
| 4.      | SV Norden-Nordwest         | 28   | 57:55 | 29:27 |
| 5.      | Polizei SV Berlin          | 28   | 50:51 | 28:28 |
| 6.      | BSC Kickers 1900           | 28   | 60:66 | 28:28 |
| 7.      | Spandauer BC 06            | 28   | 53:54 | 26:30 |
| 8.      | VfB Hermsdorf              | 28   | 51:57 | 26:30 |
| 9.      | BFC Meteor 06              | 30   | 60:61 | 25:31 |
| 10.     | BSC Rehberge               | 28   | 49:58 | 25:31 |
| 11.     | SC Alemannia 06 Haselhorst | 28   | 47:63 | 25:31 |
| 12.     | Neuköllner SC Südstern     | 28   | 50:52 | 24:32 |
| 13.     | SSC Südwest 1947           | 28   | 43:54 | 24:32 |
| 14.     | VfB Britz                  | 28   | 54:59 | 23:33 |
| 15.     | 1. FC Neukölln             | 28   | 42:64 | 19:37 |

|  | Promotie   |
|  | Degradatie |